# Poecilohetaerus castaneus
Poecilohetaerus castaneus är en tvåvingeart som beskrevs av Schneider 1991. Poecilohetaerus castaneus ingår i släktet Poecilohetaerus och familjen lövflugor. Inga underarter finns listade i Catalogue of Life.